# Concatedral de la Santa Cruz (Križevci)
La Concatedral de la Santa Cruz o simplemente Catedral de Križevci (en croata: Konkatedrala sv. Križa) es un templo católico que se encuentra en Križevci, en Croacia, y es el concatedral de la diócesis de Bjelovar-Križevci.
La iglesia se menciona en las fuentes escritas ya en 1232. La iglesia fue reconstruida a través de los siglos. De su etapa inicial es el portal del siglo XIV y el aspecto actual en el estilo gótico del siglo XV. Son apreciables el estilo gótico tardío, renacentista, en el campanario y en la fachada del siglo XVI y el estilo barroco, en la nave. La iglesia fue completamente restaurada en 1913 por el arquitecto Stephen Podhorski. 
El 5 de diciembre de 2009, con la erección de la Diócesis de Bjelovar-Križevci, la iglesia fue elevada al estatus de concatedral, en virtud de la bula "De maiore spirituali bono" del papa Benedicto XVI.

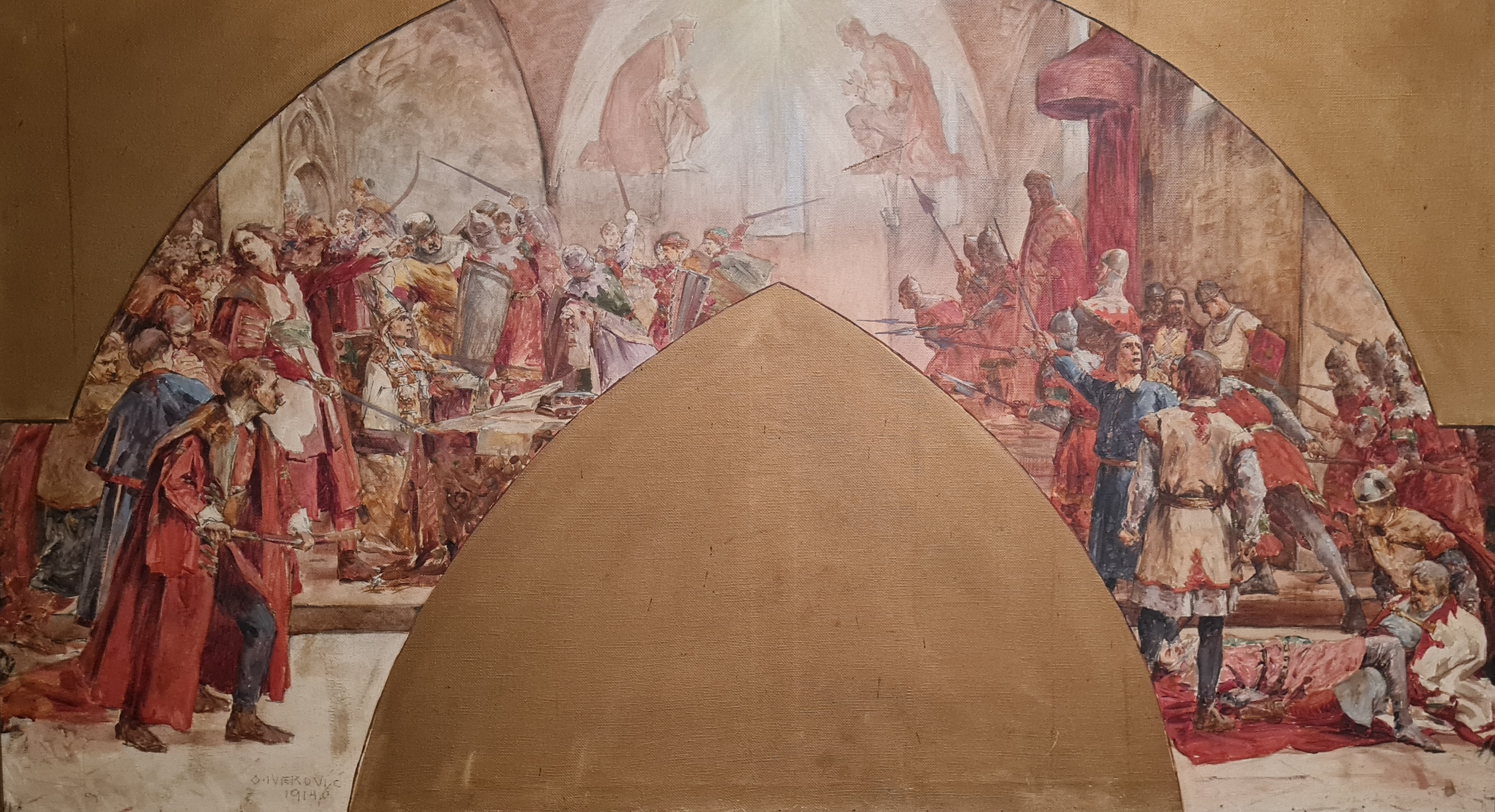
Detalles internos